# Aparallactus modestus
Aparallactus modestus (смугастий багатоніжкоїд) — вид отруйних змій родини земляних гадюк (Atractaspididae). Мешкає в Західній і Центральній Африці.

## Підвиди
Виділяють два підвиди:
- Aparallactus modestus modestus (Günther, 1859);
- Aparallactus modestus ubangensis Boulenger, 1897.

## Поширення і екологія
Західні лісові багатоніжкоїди мешкають в Гвінеї, Ліберії, Кот-д'Івуарі і Гані, Того, Нігерії, Камеруні, ЦАР, Габоні, Екваторіальній Гвінеї, Республіці Конго, ДР Конго і Уганді, можливо, також в Кенії, Руанді і Бурунді. Вони живуть у вологих тропічних лісах і лісосаванах, трапляються на плантаціях та в мангрових лісах, на висоті до 1300 м над рівнем моря. Ведуть переважно нічний спосіб життя. Відкладають яйця.